# برايان حبيب
برايان حبيب (بالإنجليزية: Brian Habib)‏ هو لاعب كرة قدم أمريكية أمريكي، ولد في 2 ديسمبر 1964 في إلينسبورغ في الولايات المتحدة.

## وصلات خارجية
- برايان حبيب على موقع مرجع كرة القدم المحترفة.كوم (الإنجليزية)
- برايان حبيب على موقع IMDb (الإنجليزية)